# Oberaurach
Oberaurach – miejscowość i gmina w Niemczech, w kraju związkowym Bawaria, w rejencji Dolna Frankonia, w regionie Main-Rhön, w powiecie Haßberge. Leży około 18 km na południowy wschód od Haßfurtu, nad rzeką Aurach.

## Dzielnice
W skład gminy wchodzi osiem dzielnic: 
- Dankenfeld mit Seesbühl
- Fatschenbrunn
- Kirchaich mit Nützelbach
- Neuschleichach
- Oberschleichach
- Tretzendorf
- Trossenfurt mit Hummelmarter
- Unterschleichach

## Polityka
Wójtem jest Siegmund Kerker z CSU. Rada gminy składa się z 16 członków:
|      | CSU | SPD | Wolni Wyborcy | Lista Młodych | Razem     |
| 2002 | 6   | 4   | 3             | 3             | 16 miejsc |